# Rhampholeon temporalis
Rhampholeon temporalis är en ödleart som beskrevs av  Paul Matschie 1892. Rhampholeon temporalis ingår i släktet Rhampholeon och familjen kameleonter. Inga underarter finns listade i Catalogue of Life.